# محمد باقر بیک گرجی
محمد باقر بیک گرجی متخلص به نشاطی از شعرای فارسی سرای گرجی ایران در دوره‌های زندیه و قاجاریه است.
او برادر کوچک احمد بیک گرجی بوده که ابتدا در خدمت ابراهیم خان انور فرزند کریم خان زند و ندیم وی بود. بعد از انقراض سلسلهٔ زندیه چندی در شیراز و اصفهان به سر برد. بعد از مرگ برادرش کار وی را در تکمیل تذکرهٔ انجمن آرا در پیش گرفت، اما توفیق نیافت و در سال ۱۲۳۴ هجری در گذشت. از او نوشته‌اند: «جوانی بود بسیار خوشحال و صدیق و با دوستان مهربان و شفیق، دلش از رموز محبت با خبر و به بی‌آزاری در میان همگان سر، دیدار پری وشان ماه منظرش اکثر منظور و به طلب عیش و نشاط معظور، رفتارش چون گفتار خوبان دلکش و اطوارش چون رفتار سروقدان مهوش خوش، شعر را بسیار خوب می‌شناخت از جمله معاریف موزونان بود، صاحب مضامین بدیع است…»

## اشعار
از اشعار اوست:
| آن مکن با من که اگر از لطف یار من شوی  |  | چون به خاطر آیدت آن، شرمسار من شوی |
| با تو در یک بزم ننشینم که ترسم پیش خلق |  | منفعل از گریهٔ بی‌اختیار من شوی      |

| دیشب همه شب به یار گفتم غم دل |  | شاید که شود مرا دمی همدم دل  |
| دیدم که به درد دل من گوش نداد |  | دل ماتم من گرفت و من ماتم دل |